# Pfarrkirche Gunzenberg

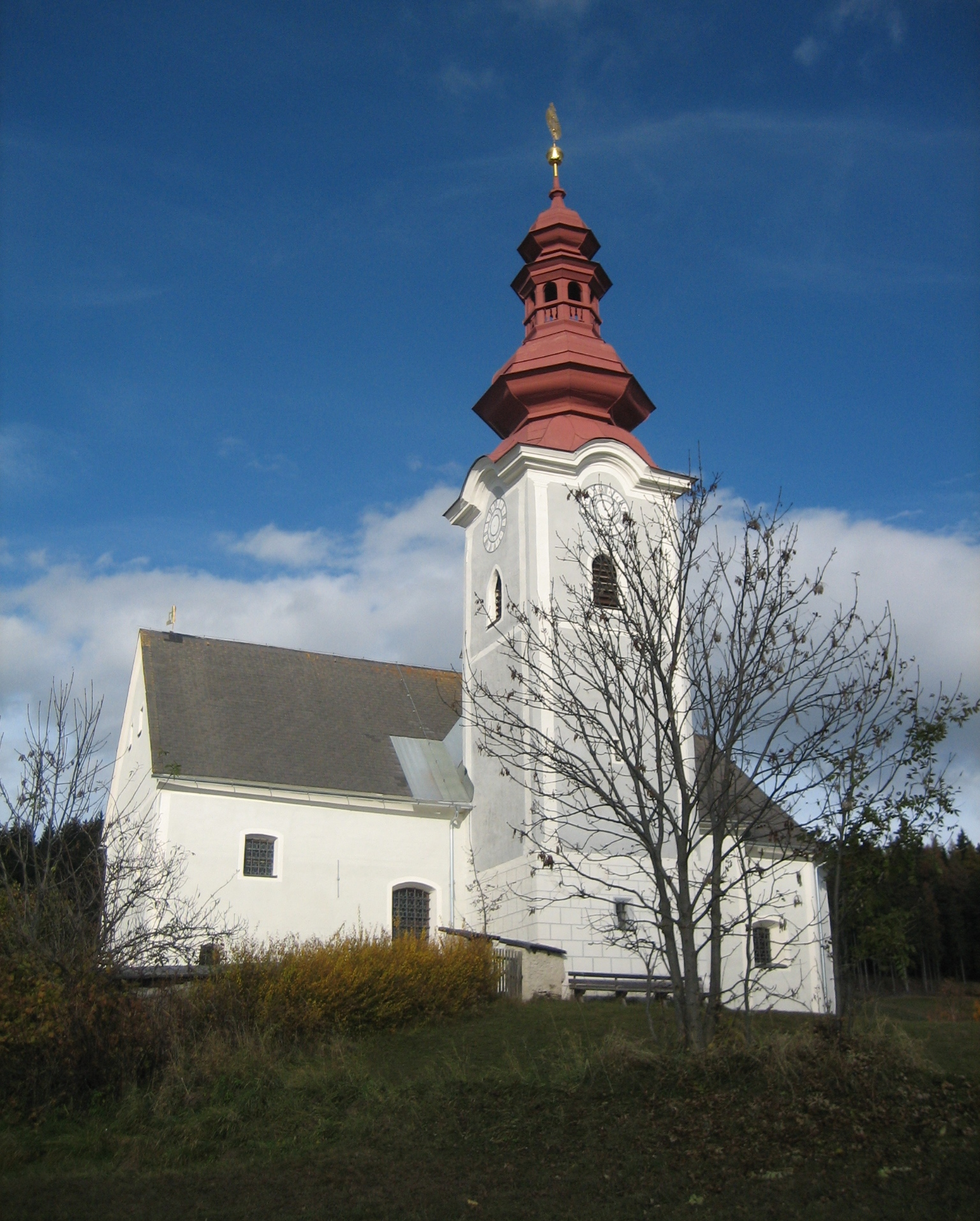

Die römisch-katholische Pfarrkirche Gunzenberg ist dem heiligen Florian geweiht. Sie steht in 1030 Meter Seehöhe in der Gemeinde Mölbling. Die Kirche wurde 1449 erstmals urkundlich als zu St. Stefan bei Straßburg gehörige Kapelle erwähnt. 1788 wurde hier eine Kuratie eingerichtet. Im Volksmund wird die Kirche „deutscher Florian“ genannt im Gegensatz zum „windischen Florian“ am gegenüberliegenden Mannsberg.

## Baubeschreibung
Das Gotteshaus ist ein mittelgroßer Bau mit romanischen und gotischen Bauteilen, der im Barock und in jüngerer Zeit weitere Veränderungen erfuhr.
Der gotische Turm an der Südseite des Langhauses besitzt spitzbogige Schallöffnungen und wird von einem spätbarocken Zwiebelhelm bekrönt. Eine Glocke wurde Mitte des 14. Jahrhunderts gegossen, eine zweite ist mit 1556 bezeichnet. Der eingezogene Chor endet in einem polygonalen Schluss. Im 19. Jahrhundert wurde ein westlicher Vorhallenzubau in voller Höhe und Breite des Langhauses errichtet. Im Obergeschoß der Vorhalle ist die Empore untergebracht, ein Florianaltar aus der ersten Hälfte des 17. Jahrhunderts aufgestellt und ein Relief eines römerzeitlichen Grabbaus mit einer stark verflachten Soldatendarstellung eingemauert.
Über dem einschiffigen, dreijochigen Langhaus erhebt sich ein barockes Tonnengewölbe mit Stichkappen. Ein rundbogiger Triumphbogen verbindet das Langhaus mit dem Chor. Der einjochige Chor ist tonnengewölbt, der dreiseitige Chorschluss gratgewölbt. Die Kirche besitzt zwei Sakristeien. Die südliche im Turmerdgeschoß ist sterngratgewölbt. Hier ist an der Langhauswand ein romanisches Fenster sichtbar. Der barocke Sakristeianbau an der Nordseite stammt aus dem 17. Jahrhundert und hat Kreuzgewölbe. Die Eisenplattentür der Sakristei ist an der Außenseite mit Rosetten geschmückt.

## Einrichtung
Die drei mit Knorpelwerk reich geschmückten Altäre entstanden um 1670/1680.
Der Hochaltar besteht aus einer Ädikula über einem kleinen Sockel mit seitlichen Flügeln, einem gesprengten Volutengiebel mit einem einfachen, Kartuschen ähnlichen Knorpelwerksrahmen als Aufsatz sowie reich geschnitzten, weit ausladenden Ohren aus Knorpelwerk und Chrerubsköpfe. Der Altar trägt in der Mitte die Figur des heiligen Florian, flankiert von den Heiligen Stephanus und Cosmas. Den Aufsatz bildet ein Gemälde Gottvaters.
Am linken Seitenaltar steht eine Marienfigur, im Oberbild wird eine Mondsichelmadonna dargestellt. Wie am Hauptaltar sind auf diesem Altar die Statuen der Heiligen Florian, Stephanus und Cosmas aufgestellt.
Der rechte Seitenaltar trägt eines Skulptur des heiligen Leonhard und zeigt im Aufsatzbild den Apostel Andreas.
Die Kanzel entstand um 1760, die Kreuzwegbilder im 19. Jahrhundert. In der Sakristei steht ein Sakristeischrank aus der zweiten Hälfte des 17. Jahrhunderts. Ein zur Kirche gehörendes Standkreuz aus dem 14. Jahrhundert wird im Diözesanmuseum Klagenfurt aufbewahrt.